# 福贾主教座堂

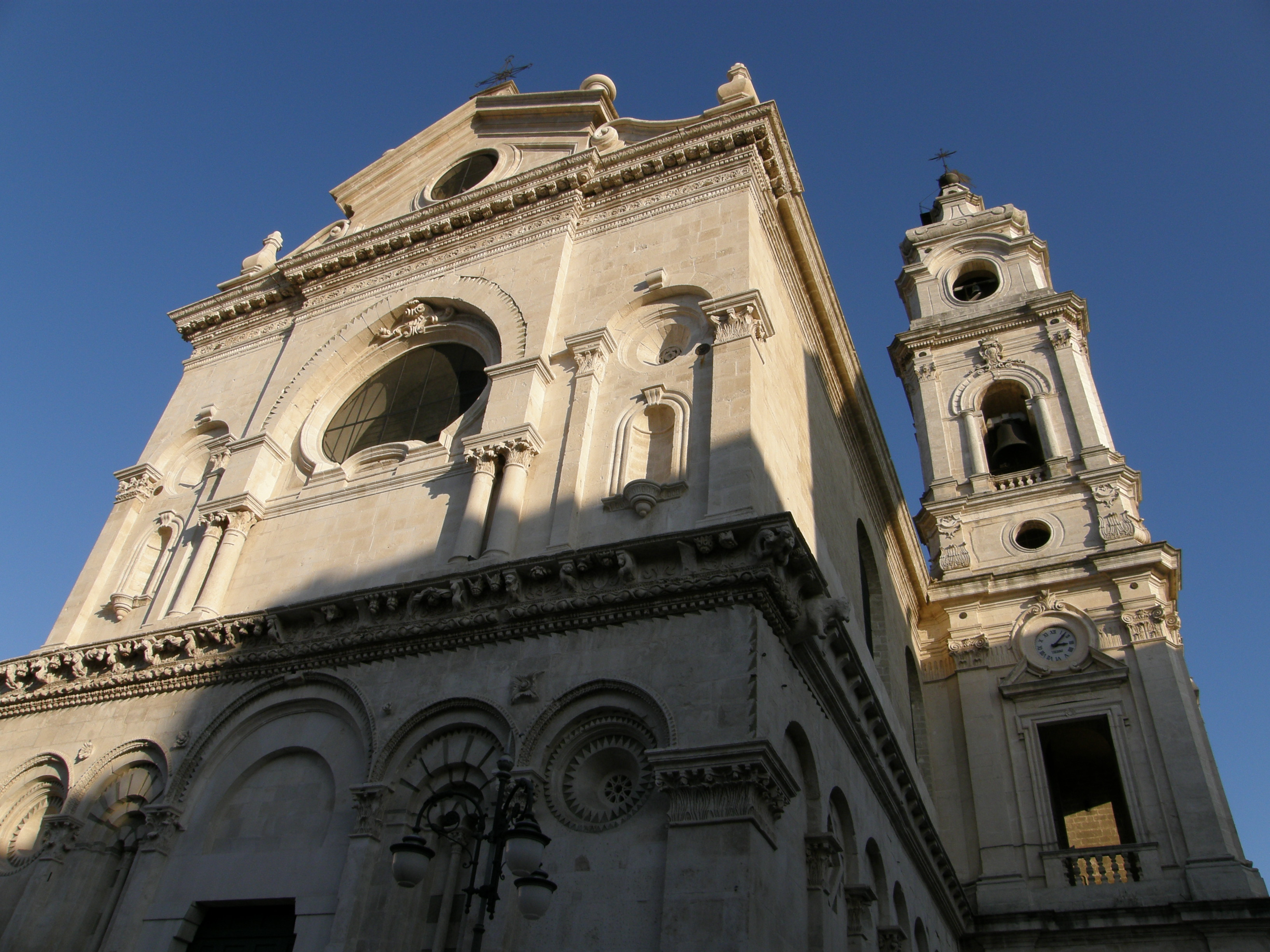
福贾主教座堂

圣母升天主教座堂 (義大利語：Cattedrale della Santa Maria Assunta in Coelo）是天主教福贾-波维诺总教区的主教座堂，位于意大利福贾。 
目前的罗曼式教堂建于1170年代，但是毁于1731年地震，恢复时重建为巴洛克风格。
1855年福贾教区成立，该堂升为主教座堂。1979年再升格为总主教座堂，1986年波维诺教区并入成立福贾-波维诺总教区。
该堂拥有古老的圣母像，因而又名为 "Santa Maria Icona Vetere".或七层面纱的圣母（Madonna dei sette veli）。